# Peter Andersson (ishockeymålvakt)
Peter Andersson, född 19 april 1980 i Skövde, är en svensk före detta professionell ishockeymålvakt. Hans moderklubb är Skövde IK.